# Rhythmusgruppe
Rhythmusgruppe (auch Rhythmussektion, engl. rhythm section) ist bei Bands der Teil der Besetzung, der für den Rhythmus eines Musikstückes verantwortlich ist. Melodiegruppe ist der komplementäre Teil der Gruppe, der die Melodieführung übernimmt. 

## Entstehungsgeschichte
Die Rhythmusgruppe hat sich insbesondere im Jazz herausgebildet. In den 1930er Jahren war die typische Besetzung dieses Band-Bestandteils Schlagzeug, Kontrabass und Klavier. Als Begleitinstrument kam bald die Gitarre hinzu. Heute gibt es viele mögliche Besetzungen einer Rhythmusgruppe. Zum Beispiel sind im afrikanischen und im kubanischen Kontext ein oder mehr Percussionisten üblich.
Elektronische Rhythmusgruppen verwenden Drumcomputer, Sampler und MIDI-Loops statt akustischer Instrumente.

## Zusammensetzung
Zur Rhythmusgruppe gehören die primär als Rhythmusinstrumente bekannten Musikinstrumente wie Schlagzeug, Bass (E-Bass, Kontrabass), Rhythmusgitarre, Banjo, Klavier, Tamburin, Perkussion. Die Rollen der Musiker können sich innerhalb eines Musikstücks ändern: Wechselt zum Beispiel ein Gitarrist vom Melodiespiel zum Comping, wird er zum Bestandteil der Rhythmusgruppe. Umgekehrt können einzelne Mitglieder der Rhythmusgruppe auch die Melodieführung, etwa bei Bass-Soli, übernehmen. Als Comping-Instrumente können sowohl elektrische als auch akustische Instrumente verwendet werden. Weitere Comping-Instrumente sind Orgel (z. B. Hammond), Synthesizer, Akkordeon, Vibraphon und alle weiteren Instrumente, auf denen Akkorde gespielt werden können.

## Aufgaben
Die Rhythmusgruppe dient der Melodiegruppe als metrische Unterstützung. Sie treibt die Musik an und bestimmt das Tempo der Melodieführung. Die Rhythmusgruppe kann parallel zur Melodiegruppe spielen, mit ihr in Interaktion treten, oder phasenweise alleine spielen. In einer Bigband hält die Rhythmusgruppe meist time, während die Bläser in sich geschlossen laid back dazu spielen. Diese Spannung und Aufgabentrennung ist einer der Gründe für die unterschiedliche Betrachtung von Rhythmus- und Melodiegruppe. Eine weitere Rolle der Rhythmussektion ist es, durch Comping einen harmonischen Kontext für das Stück zu schaffen. Ein Comping-Part besteht im Wesentlichen aus Akkorden, die mit einer rhythmischen Struktur gespielt werden. Da das Schlagzeug für die bedeutendsten Metrik-Hits verantwortlich ist und der Bass oft Grundtöne spielt, bauen typische Comping-Instrumente wie Klavier oder Gitarre ihre Parts um das Fehlende herum: die Akkordtöne Terz und Septime, Options- und Spannungstöne sowie synkopierte und über Zählzeiten und Takte gehaltene Rhythmen. Auf diese Weise bilden Comping-Instrumente, Bass und Schlagzeug zusammen ein Gesamtgebilde aus der Summe der Einzelteile.

## Sonstiges
Als Rhythmusgruppe werden auch Musikgruppen bezeichnet, die ausschließlich Rhythmus-, aber keine Melodieinstrumente verwenden. Typische Instrumente sind z. B. Maracas, Eggshaker oder Schellenring, aber auch Lärm- und Effektinstrumente wie die Trillerpfeife. Häufig findet man diese Art von Rhythmusgruppen in der Samba-Musik. Dort werden sie als „bateria“ bezeichnet (bedeutet in der portugiesischen und spanischen Sprache „Schlagzeug“). In Brasilien z. B. wird der Begriff „bateria“ für eine Samba Band, Perkussion Band or Rhythmus-Sektion einer Samba Schule verwendet.